# Pilawa
Pilawa este un oraș în Polonia.

## Transport
Pilawa este un important nod feroviar.
- Pilawa-Varșovia
- Pilawa-Dęblin-Lublin
- Pilawa-Mińsk Mazowiecki (inactivă)
- Pilawa-Skierniewice (inactivă)
- Pilawa-Łuków (inactivă)